# Йосиф Черлюнчакевич
Йосиф Черлюнчакевич (2 квітня 1829, Олешичі — 16 січня 1911, Перемишль) — греко-католицький священник, доктор богослов'я, професор Львівського та Ягеллонського університетів, двічі обирався деканом богословського факультету Львівського університету і чотириразово деканом богословського факультету Ягеллонського університету. Його племінником був адвокат і громадський діяч Галичини 1900–1940-х років, москвофіл Кирило Черлюнчакевич.

## Життєпис
Народився 2 квітня 1829 року в Олешичах (нині місто Любачівського повіту Підкарпатського воєводства, Польща) в сім'ї греко-католицького священника Якова Черлюнчакевича (1791—1854). Навчався спочатку в Перемишльській духовній семінарії, а потім в Римі в Папській Грецькій колегії святого Атанасія і Папському Урбаніанському університеті (1845—1852). Римські студії завершив докторатом з богослов'я (захист 30 липня 1852).
В 1853 році був висвячений на священника у Відні і там залишився на посаді префекта греко-католицької семінарії (1854—1858). У 1858 році у Львівському університеті отримав звання звичайного професора догматики. Двічі виконував обов'язки декана богословського факультету — у 1859/1860 і 1863/1864. У травні 1864 року професор Черлюнчакевич опинився в епіцентрі непорозуміння, спричиненого його висловлюваннями проти одруженого духовенства. Він виступав проти права на одруження греко-католицьких духовних, називаючи при цьому їхніх дружин та дітей незаконними. Це викликало обурення серед студентів богословського факультету (греко-католиків), більшість яких походила зі священничих сімей. Того ж року переведений до Кракова.
Після переїзду до Кракова 3 липня 1865 року отримав посаду звичайного професора догматичного богослов'я Ягеллонського університету. Був чотири рази деканом богословського факультету (1863, 1873, 1875, 1878) і одночасно адміністратором греко-католицької парафії святого Норберта (1868—1885). На богословському факультеті викладав загальну догматику (фундаментальну) 5 годин на тиждень для І курсу та детальну догматику 9 годин на тиждень для II курсу. 1885 року завершив викладацьку кар'єру і пішов на пенсію. З 24 вересня до 8 жовтня 1891 року був учасником Львівського синоду.
Останні роки життя провів у Перемишлі, де й помер 16 січня 1911 року.